# Pangrapta holophaea
Pangrapta holophaea là một loài bướm đêm trong họ Erebidae.